# Mistrzostwa Polski w Narciarstwie Alpejskim 2017
Mistrzostwa Polski w Narciarstwie Alpejskim 2017 – 84. edycja mistrzostw, która odbyła się w międzynarodowej obsadzie w czeskim Szpindlerowym Młynie w dniach 1–4 kwietnia 2017 roku. Zawody były połączone z mistrzostwami Czech.
Pierwotnie zawody miały odbyć się w dniach 20–22 marca 2017 roku w Szczyrku, jednak nie odbyły się w terminie z powodu niekorzystnych warunków pogodowych. Odwołano także zawody w superigancie i kombinacji alpejskiej.

## Medaliści

### Mężczyźni
| Konkurencja   | Złoto                             | Wynik   | Srebro                                | Wynik   | Brąz                          | Wynik   |
| ------------- | --------------------------------- | ------- | ------------------------------------- | ------- | ----------------------------- | ------- |
| Slalom        | Maciej Bydliński AZS-AWF Katowice | 1:48,91 | Dominik Białobrzycki AZS-AWF Katowice | 1:51,55 | Piotr Habdas AZS-AWF Katowice | 1:51,63 |
| Slalom gigant | Piotr Habdas AZS-AWF Katowice     | 1:52,95 | Maciej Bydliński AZS-AWF Katowice     | 1:52,97 | Szymon Bębenek AZS Zakopane   | 1:53,23 |

### Kobiety
| Konkurencja   | Złoto                                    | Wynik   | Srebro                               | Wynik   | Brąz                                 | Wynik   |
| ------------- | ---------------------------------------- | ------- | ------------------------------------ | ------- | ------------------------------------ | ------- |
| Slalom        | Maryna Gąsienica-Daniel KS Śmig Zakopane | 1:53,49 | Katarzyna Wąsek SRS Czantoria Ustroń | 1:58,24 | Maria Łuczak Mitan-Ski Zakopane      | 2:00,92 |
| Slalom gigant | Maryna Gąsienica-Daniel KS Śmig Zakopane | 1:51,31 | Daria Krajewska AZS Zakopane         | 1:53,77 | Katarzyna Wąsek SRS Czantoria Ustroń | 1:56,74 |